# Matej Mamić
Matej Mamić, né le 13 janvier 1975, à Tomislavgrad, en République socialiste de Bosnie-Herzégovine, est un joueur et entraîneur croate de basket-ball. Il évolue durant sa carrière au poste d'ailier fort.

## Palmarès
- Coupe de Croatie 1997, 2001, 2002
- Coupe d'Allemagne 2006